# 2008年夏季奥林匹克运动会中国铁人三项队
参加2008年北京夏季奥林匹克运动会的中国铁人三项队一行共计5人（不含兼任），其中运动员3人，官员与工作人员2人，领队由许海峰兼任。自2000年悉尼奧運新增鐵人三項項目後，中国第三次参加奥运铁人三项比赛，由於為主辦國的關係，中國可以派出3人参加。

## 人员构成
- 运动员（3人）：
  - 男子（1人）：王大庆
  - 女子（2人）：邢琳、张一

- 官员及工作人员（3人）：
  - 領队：许海峰（兼任）
  - 教练员（1人）：黄光泉
  - 其他管理人员：陈笑然